# Buchenwald-Herbstspanner
Der Buchenwald-Herbstspanner (Epirrita christyi), auch Grauer Rotbuchen-Herbstspanner oder Kleiner Herbstspanner genannt, ist ein Schmetterling aus der Familie der Spanner (Geometridae).

## Beschreibung

### Falter
Die Falter erreichen normalerweise eine Flügelspannweite von 25 bis 30 Millimeter. Die Grundfarbe der Vorderflügel ist überwiegend blass braungrau. Querlinien und Binden sind verdunkelt, zuweilen unscharf, verwischt oder unterbrochen. Bei frisch geschlüpften Exemplaren treten die schwärzlichen Adern deutlicher hervor. Der Mittelpunkt ist sehr klein. Die äußere Begrenzungslinie des Mittelfeldes läuft im rechten Winkel um den Mittelpunkt. Die Hinterflügel haben eine weißliche Farbe.

### Ei
Das Ei ist zunächst glänzend grün und nimmt später eine rötliche Farbe an.

### Raupe
Erwachsene Raupen sind grün oder braun gefärbt und besitzen eine rotbraune, verwaschene Fleckenzeichnung auf dem Rücken, weißliche Nebenrückenlinien sowie schwarze Seitenstreifen.

### Puppe
Die braunrot gefärbte, gedrungene Puppe hat zwei divergierende Spitzen am schlanken Kremaster.

### Ähnliche Arten
Dem Buchenwald-Herbstspanner sehr ähnlich sind der Birken-Moorwald-Herbstspanner (Epirrita autumnata) sowie der Gehölzflur-Herbstspanner (Epirrita dilutata), die jedoch in der Regel beide wesentlich größere Flügelspannweiten (30 bis 40 bzw. 35 bis 44 Millimeter) aufweisen. Epirrita autumnata zeigt außerdem oftmals deutlicher ausgeprägte Binden und eine silbrige Überstäubung. Exemplare aus höheren Alpenregionen sind meist  stark verdunkelt. Bei Epirrita dilutata verläuft die äußere Begrenzungslinie des Mittelfeldes normalerweise im Bogen um den Mittelpunkt herum. Bei allen vorgenannten Unterscheidungsmerkmalen gibt es jedoch zuweilen Überschneidungen und Grenzfälle. Für eine sichere Bestimmung ist deshalb eine genitalmorphologische Untersuchung anzuraten.

## Geographische Verbreitung und Vorkommen
Das Verbreitungsgebiet der Art erstreckt sich von Spanien und den Britischen Inseln bis zum Balkan, im Norden bis Fennoskandinavien, im Süden bis in den nördlichen Mittelmeerraum (ohne Inseln) und im Osten bis in die Ukraine, Transkaukasien und Armenien. Hauptlebensraum sind Buchen- und Bergahornwälder sowie Waldhochmoore.

## Lebensweise
Der Buchenwald-Herbstspanner fliegt in einer Generation von Mitte September bis Ende November. Die nachtaktiven Falter erscheinen auch an künstlichen Lichtquellen. Die Raupen leben im Mai und Juni. Sie ernähren sich von den Blättern verschiedener Laubbäume, dazu zählen Rotbuche (Fagus sylvatica), Purpurweide (Salix purpurea), Sal-Weide (Salix caprea), Hänge-Birke (Betula pendula), Bergahorn (Acer pseudoplatanus) und Ulmen (Ulmus). Überwinterungsstadium ist das Ei.

## Gefährdung
Die Art kommt in den deutschen Bundesländern verbreitet vor und wird auf der Roten Liste gefährdeter Arten als nicht gefährdet geführt.